# Хильковичи (Чаусский район)
Хи́льковичи (бел. Хількавічы) — деревня в составе Каменского сельсовета Чаусского района Могилёвской области Белоруссии.

## Этимология
По одной из версии название могли дать старцы, которые с незапамятных времен ходили по деревням. Встречали их по-разному: в соседнем агрогородке Сластены не просто угощали гостей со всей щедростью, но и выставляли сладкие блины, отсюда и Сластены. В Хорошках, кормили хорошо. А тут столы накрывали бедные, «хилые», отсюда и Хильковичи.

## Географическое положение
Находится в 24 км к северо-западу от Чаус, в 32 км от Могилева, в 29 км от железнодорожной станции Чаусы на линии Могилев-Кричев. Рельеф равнинно-холмистый. На северо-востоке протекает р. Бася (приток реки Прони). Транспортные связи по шоссе Могилев-Мстиславль, которая проходит через деревню.

## История

### Ранняя история
Археологом Вячеславом Фёдоровичем Копытиным была открыта и обследована стоянка каменного века на первой надпойменной террасе правого берега р. Бася, в 1 км восточнее деревни Хильковичи, в 0,2 км северо-восточнее местного кладбища.
На вспаханом поле 25×75 м собран кремневый инвентарь: нуклеусы, пластины, отщепы, концевые скребки, ретушные резцы.
Это свидетельствует о заселении этих мест ещё в глубокой древности.

### В составе Речи Посполитой
По письменным источникам известна в ВКЛ в 1604 году как сельцо Хильки с 16 дворами в Бардиловском войтовстве Могилевской экономии Оршанского повета Витебского воеводства. Государственная собственность.
В 1742 году 19 дворов, была мельница, корчма.

### В составе Российской Империи
После первого раздела Речи Посполитой в 1772 году сельцо находилось в составе Российской Империи.
В 1777 году упоминается как сельцо Фильковичи в Чаусском повете Могилевской губернии.
В 1785 году 22 двора, 208 жителей, была мельница, сукновальня. Собственность помещика.
В 1897 году в Гладковской волости Чаусского уезда Могилевской губернии 31 двор, 202 жителя.
В 1909 году 32 двора, 281 житель.

### Межвоенный период
В 1918 году открыта трудовая школа 1-й ступени обучения, которая находилась в национализированном здании. В 1925 году обучалось 106 учеников. Здесь работала учителем Алейникова Нина Степановна, арестованная 12 октября 1937 года за «участие в к/р кулацкой организации» (реабилитирована 25 ноября 1937 года).
21 августа 1925 года Пилещинский сельсовет(в который входила деревня) переименован в Мокрядский, административный центр перенесен в деревню Мокрядка.
13 октября 1930 года организован колхоз имени 13-го Октября, который в 1932 году объединял 13 хозяйств, в 1933 г. обслуживался Павловичской МТС.
В 1940 году 63 двора, 258 жителей.

### Великая Отечественная война
В Великой Отечественной войне с июля 1941 по 24 июня 1944 оккупирована немецко-фашистскими захватчиками. В июне 1944 г. деревня была полностью уничтожена(63 постройки), убито 8 жителей.
23 июня 1944 года прямым попаданием бомбы взорвана переправа через р. Басю в районе деревни Хильковичи. Находившийся в это время на ней танк утонул. Фотоснимок и подтверждение наземных частей восстановили картину этого героического вылета Александра Николаевича Ефимова. В результате бреющего полета было произведено 5 заходов на переправу и затем 3 по скопившимся у переправы войскам, автомашинам, бензоцистернам. Вспыхнули пожары, немцы в панике метались на берегу и многие из них были поражены пулеметно-пушечным огнем отважных штурмовиков.
23 июня 1944 года ведомым в составе 4 самолётов Ил-2 под прикрытием наших истребителей получил задачу уничтожить живую силу и технику в районе пунктов Шестаки, Хоньковичи, Жаковка. С высоты 850 м с пикированием до 200 м группа четвёрки атаковала дорогу Хоньковичи-Хильковичи, в результате штурмовых действий уничтожено до 4-х автомашин, до 20 человек живой силы противника, зажжено до 4-х домов. Группа без потерь вернулась на свой аэродром. 24 июня 1944 года в составе группы из 8 самолётов Ил-2 ведомым первой пары в первой четвёрке летал на уничтожение войск противника по грунтовой дороге Хильковичи-Сухари, Хильковичи-Бордзилы и разрушение переправы через реку Бася. Несмотря на то, что данный район патрулировали два ФВ-190 и действовала зенитная артиллерия противника, группа точно вышла на заданную ей цель и штурмовыми действиями уничтожила до 3-х танков, 9 автомашин, до 30 человек живой силы противника и подавила огонь одной батареи зенитной артиллерии противника в районе пункта Сухари. В вылетах активно участвовал младший лейтенант Луньков Николай Алексеевич.
24 июня 1944 года лейтенант Николаев, будучи ведомым пары Ил-2 во время нанесения штурмового удара по немецкой автоколонне на дороге Приданцы — Хильковичи, несмотря на яростный огонь зенитной артиллерии "… показывая высокие образцы умения маневрировать, сделал внезапный заход на цель, в результате чего после двух атак было уничтожено и повреждено: до 10 автомашин, одно зенитное орудие, до 30 чел. живой силы противника и в дер. Хильковичи сожжено 2 дома.
В братской могиле на местном кладбище похоронены 89 воинов, в том числе и солдаты 199-й и 290-й стрелковых дивизий, которые погибли в 1943-44 годах на реке Проня.

### Послевоенный период
После войны деревню отстроили.16 июля 1954 года Мокрядский сельсовет переименован в Варваринский, административный центр перенесен в Варварино. 16 мая 1960 года упразднен Варваринский сельсовет.
В 1958 году деревня радиофицирована, в 1964 — электрифицирована.
В 1975 году на братской могиле установлен памятник.
В 1990 году 47 домов, 94 жителя. В составе колхоза «50 лет БССР» (центр — д. Сластены). Находились ферма крупных рогатых животных, ветеринарный участок, фельдшерско-акушерский пункт.
В 2007 году 42 жителя.
До 23 декабря 2009 года деревня входила в состав Темровичского сельсовета, после переименован в Сластеновский, административный центр — Сластены.
В 2010 году 34 жителя.
23 декабря 2013 года Сластеновский сельсовет упразднен, Хильковичи вошла в состав Каменского сельсовета.

## Население
- 1604 год — 16 дворов[6]
- 1742 год — 19 дворов[6]
- 1785 год — 22 двора, 208 человек[6]
- 1897 год — 31 двор, 202 человека[6]
- 1909 год — 32 двора, 281 человек[6]
- 1940 год — 63 двора, 258 человек[6]
- 1990 год — 47 домов, 94 человека[6]
- 2007 год — 42 человека[6]
- 2010 год — 34 человека